# Anna Graves
Anna Graves est une actrice américaine surtout connue pour prêter sa voix à de nombreux jeux vidéo et dans la série Star Wars : The Clone Wars.

## Filmographie
| Année | Titre                                             | Rôle                                                        | Notes                          |
| ----- | ------------------------------------------------- | ----------------------------------------------------------- | ------------------------------ |
| 2001  | Different Places                                  | Nicki                                                       | Court métrage                  |
| 2006  | Boom Man                                          | Actrice #2                                                  | Court métrage                  |
| 2006  | Heroes of Might and Magic V                       | Isabel                                                      | Jeu vidéo                      |
| 2007  | Mon oncle Charlie                                 |                                                             | Série télévisée, 1 épisode     |
| 2007  | Call of Duty 4: Modern Warfare                    | Pilote hélicoptère/Reporter                                 | Jeu vidéo                      |
| 2007  | Cars : La Coupe internationale de Martin          | Voix additionnelles                                         | Jeu vidéo                      |
| 2007  | À la croisée des mondes : La Boussole d'or        | Infirmière Bolvangar/Sorcière/Trollesund                    | Jeu vidéo                      |
| 2008  | Lost: Via Domus                                   | Lisa Gellhorn                                               | Jeu vidéo                      |
| 2009  | Wolfenstein                                       | Caroline Becker/Infirmière/Assassin                         | Jeu vidéo                      |
| 2009  | X-Men Origins: Wolverine                          | Raven Darkholme/Carol Frost/Staff Fight #1                  | Jeu vidéo                      |
| 2009  | inFamous                                          | Voix additionnelles                                         | Jeu vidéo                      |
| 2009  | Volt                                              | Voix additionnelles                                         | Jeu vidéo                      |
| 2009  | Call of Duty: Modern Warfare 2                    | Voix additionnelles                                         | Jeu vidéo                      |
| 2009  | Avatar                                            |                                                             | Jeu vidéo                      |
| 2010  | BioShock 2                                        | Naledi Atkins                                               | Jeu vidéo                      |
| 2010  | Command and Conquer 4 : Le Crépuscule du Tiberium | Zone Defender                                               | Jeu vidéo                      |
| 2010  | Singularity                                       | Voix additionnelles                                         | Jeu vidéo                      |
| 2010  | Mafia 2                                           | Civiles                                                     | Jeu vidéo                      |
| 2010  | Star Wars: The Clone Wars                         | Duchesse Satine, Sugi, Rumi Paramita, Ministre des finances | Série d'animation, 11 épisodes |
| 2011  | Dungeon Siege III                                 |                                                             | Jeu vidéo                      |
| 2011  | Call of Duty: Modern Warfare 3                    |                                                             | Jeu vidéo                      |
| 2011  | Saints Row: The Third                             | Voix additionnelles                                         | Jeu vidéo                      |
| 2012  | Diablo III                                        | Demon Hunter - Female                                       | Jeu vidéo                      |